# 綿屋彦九郎

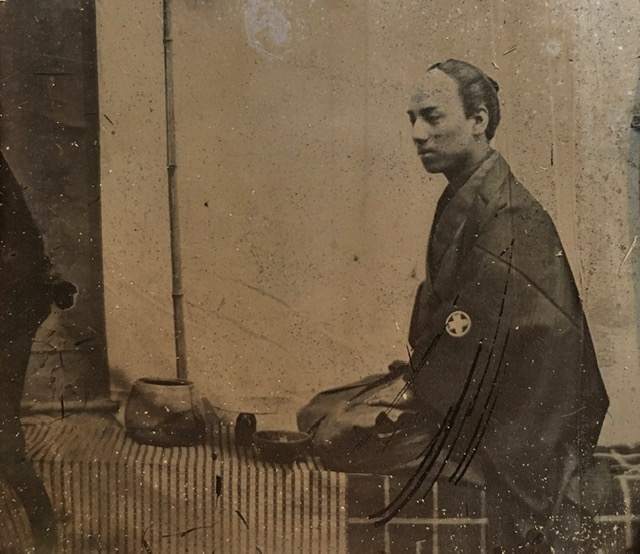
13代綿屋彦九郎。12代が5歳で夭折したため分家の次男から本家に養子に入った。幕末から明治の混乱期、地方の近代化に奔走した。

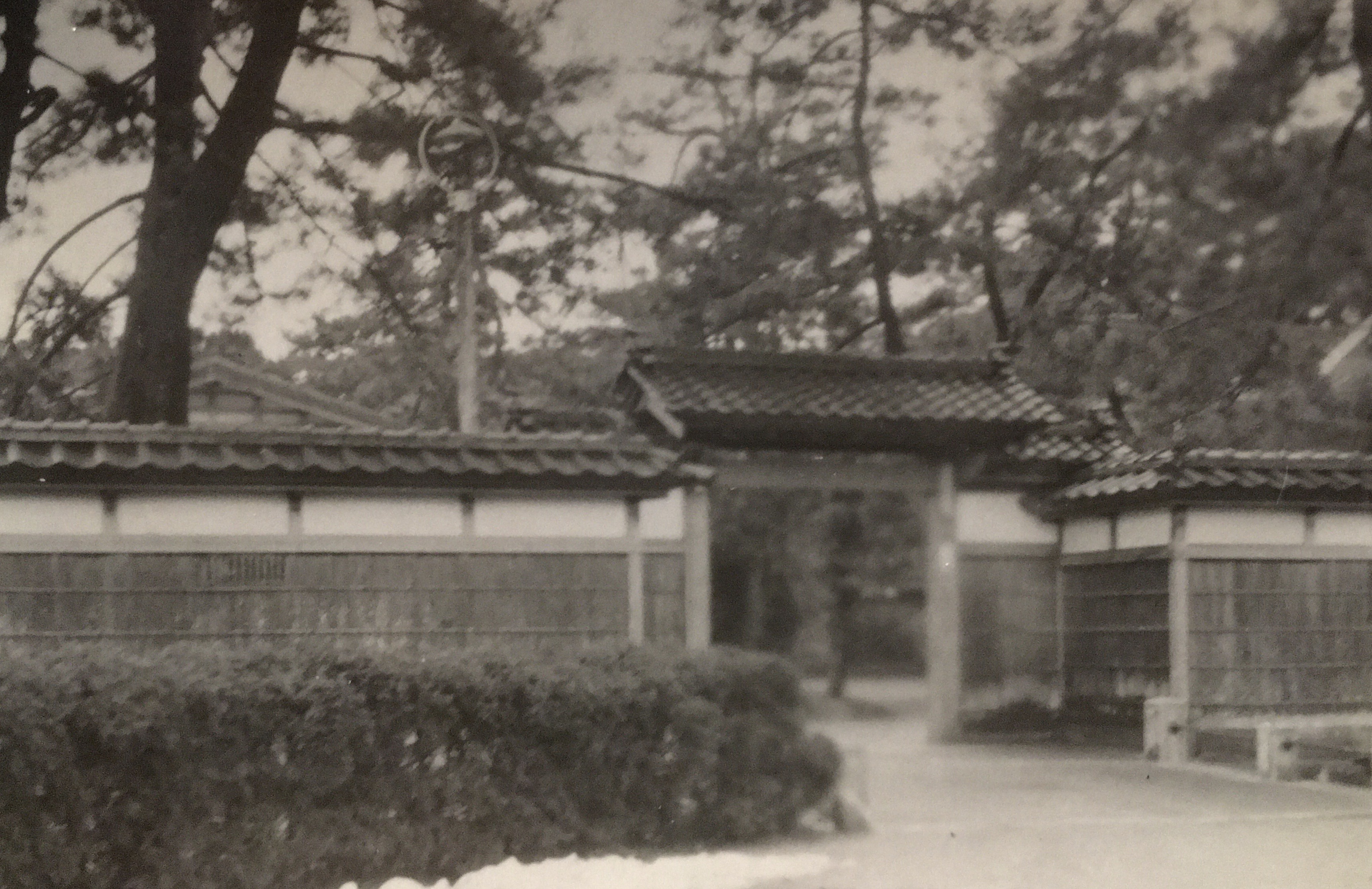
放生津綿屋外観（戦前撮影）。

綿屋 彦九郎（わたや ひこくろう）は、江戸後期から明治にかけて活躍した越中を代表する北前船主。放生津（現在の富山県射水市 旧新湊市）で海運業、漁業、農業を営んだ。明治初頭より断続的に流行したコレラに際し地域の防疫に奔走。病気に対抗するには知力を養う必要があると認識し、誰もが無料で利用できる新聞縦覧所を開設。当時名字帯刀を許されて以降は「宮林」姓を名乗り「宮林彦九郎」と代々名乗っている。
起源について、同家「家図由緒書」によれば、先祖宮林彦左衛門は能登国守護畠山氏に仕えた武士であったが、天文元年の一向一揆に追われ能登穴水城に居住し、二代彦六郎は天正二年越後の武将上杉謙信の兵乱をさけるために穴水城を脱して能登和田野に居住、三代彦五郎は慶長九年に越中放生津奈古浦に来たり町人となり、家名を和田野から取り「綿屋」と称したとある。また、分家である宮林荘右衛門の明治九年の書上げには、先祖宮林彦三郎は礪波郡宮村にあったが宝永五年に放生津町に引っ越したとある。加えて、放生津町の伝承に、宮林家は礪波に居住し、放生津漁民に漁具・網を作るのに必要な縄・藁工品を供給していたが後に放生津に転居したというものがある。同家の系図覚書には、礪波に居住していた頃に宝暦の大地震に遭い放生津に転居したという記載がある。
18世紀には網元として大規模な鰤漁を行い、その後和船を所有し加賀藩、富山藩の年貢米輸送を担った。金沢藩の御用商人として銭屋五兵衛と並び称され、「草高二千石、網高二千石、合わせて四千石」と俗称された。享和二年（1802）には、加賀藩の御用金に応じた四家の一つとなっている。
幕末期からは北海道と瀬戸内海を結ぶ北前船交易を行い、兵庫津の北風荘右衛門や下関の北国屋与左衛門らと盟友の契りを結ぶ。明治四年（1871）には金沢城を後にした最後の加賀藩主・前田慶寧公の姫君である前田慰子姫を預かり、現在の屋敷はそのために改築された。前田慰子姫は後に有栖川威仁親王妃となり、有栖川家最後の皇族となった。

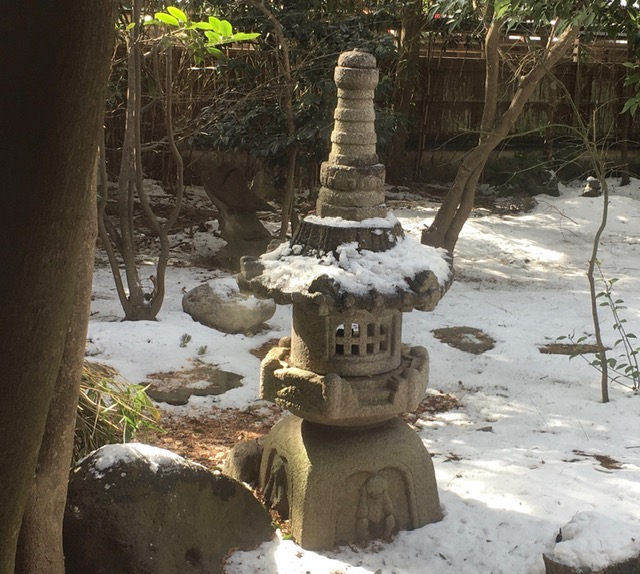
銭屋五兵衛から贈られたと伝わる石灯籠

宮林家庭園には加賀の銭屋五兵衛から贈られた三申の石灯篭や、茶室披きの際に加賀藩筆頭家老横山家から贈られたと伝わる瀧石が残る。その茶室は慰子姫御養育の為に建てられたとされ現存するものの流転し「幻の茶室」と言われるが、現地には存在していない。

## 脚注

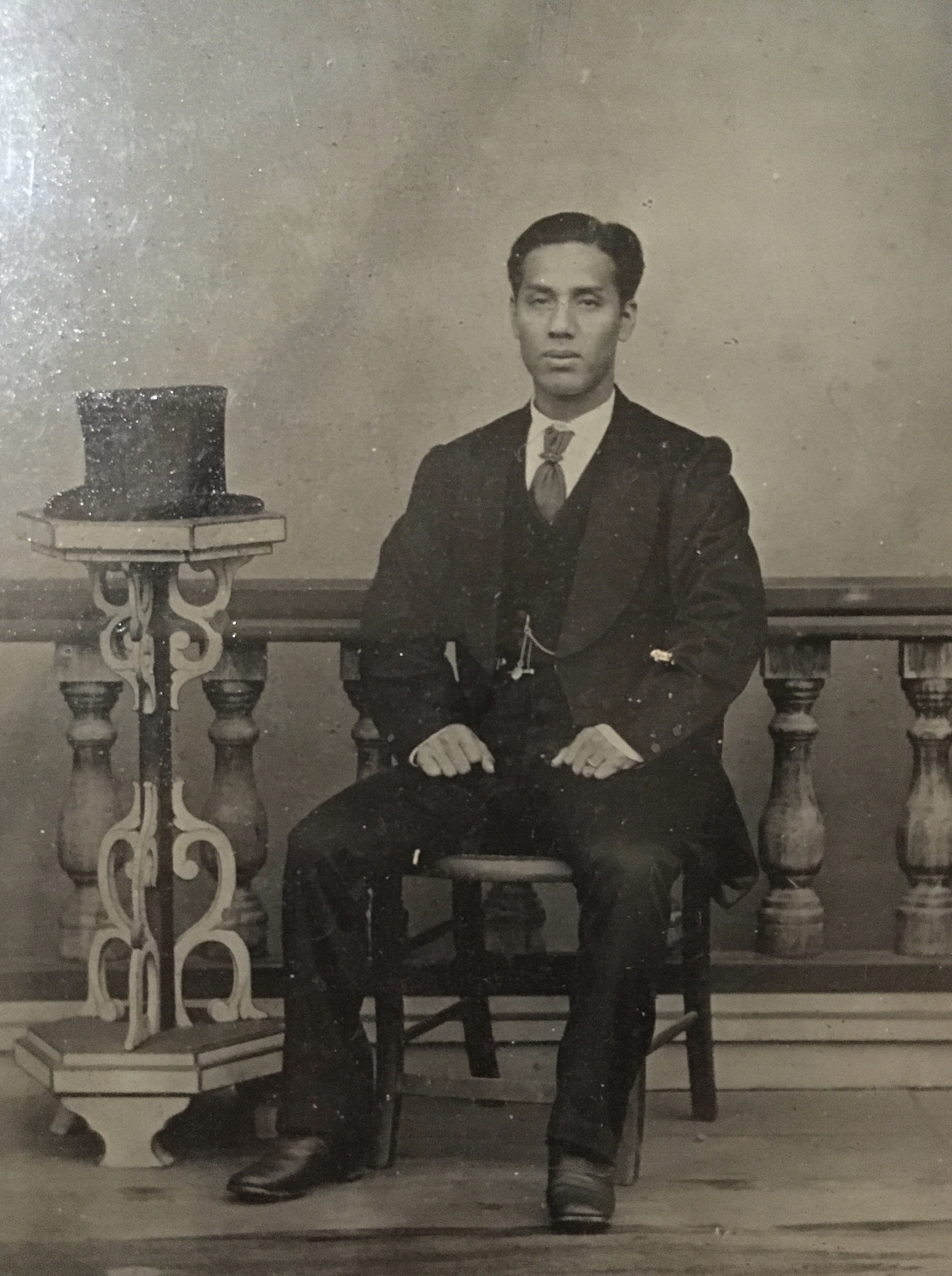
明治11年、明治天皇北陸御巡幸の際の洋礼装。この地域における洋装の始まりは明治天皇の北陸御巡幸がきっかけであったと言われる。